# Międzyrzec Podlaski (stacja kolejowa)
Międzyrzec Podlaski – stacja kolejowa w Międzyrzecu Podlaskim, w województwie lubelskim, w Polsce. Dworzec kolejowy został otwarty w 1867 roku i znajduje się przy Placu Dworcowym 3.

## Ruch pasażerski
| Rok  | Wymiana pasażerska na dobę |
| ---- | -------------------------- |
| 2017 | 300-499                    |
| 2022 | 500-699                    |

Stacja znajduje się na międzynarodowej linii E20 Berlin – Warszawa – Moskwa. Według klasyfikacji PKP ma kategorię dworca lokalnego.

## Historia
W czasie II wojny światowej stacja kolejowa w Międzyrzecu Podlaskim a także magistrala kolejowa była celem wielokrotnych ataków partyzantów, którzy podkładając bomby, rozkręcając tory i ostrzeliwując składy paraliżowali niekiedy na wiele tygodni transport niemieckich żołnierzy, broni, amunicji i żywności na front wschodni. Była to tzw. „podlaska wojna o szyny”.
30 czerwca 1952 r. w pobliżu stacji miała miejsce próba wykolejenia pociągu restauracyjno-sypialnego relacji Moskwa – Berlin (tzw. Mitropa) przewożącego oficerów i dyplomatów radzieckich przez licealistów z organizacji patriotycznej ZEW (w akcji dywersyjnej brali udział m.in. Franciszek Oleksiuk i Czesław Męczyński).
W związku z modernizacją linii kolejowej planuje się wyburzenie obecnie istniejącego przejścia nadziemnego i budowę tunelu, który dodatkowo usprawniałby ruch pieszych pomiędzy częściami miasta leżącymi po obydwu stronach torów kolejowych.

## Galeria

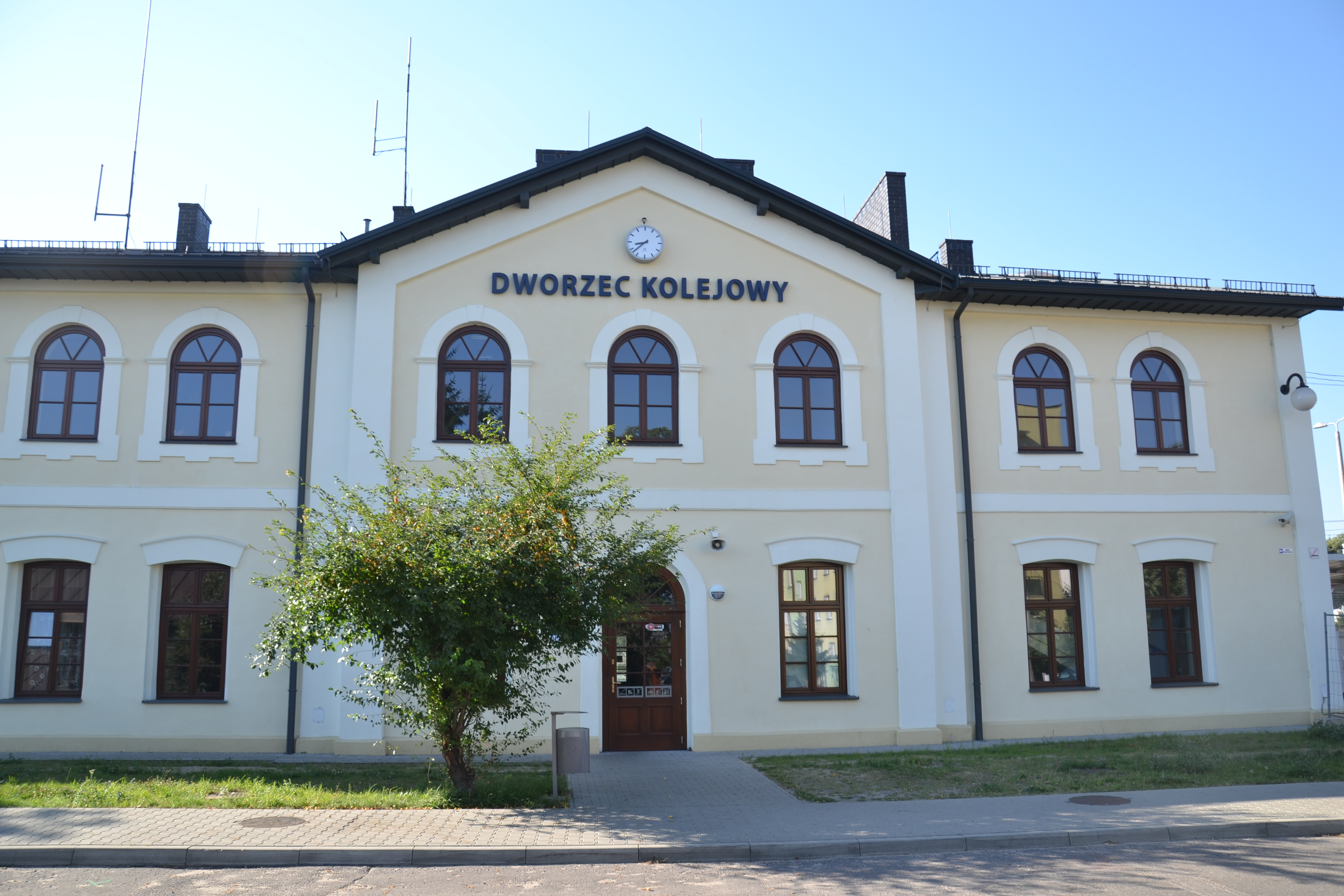
Budynek dworca od strony miasta
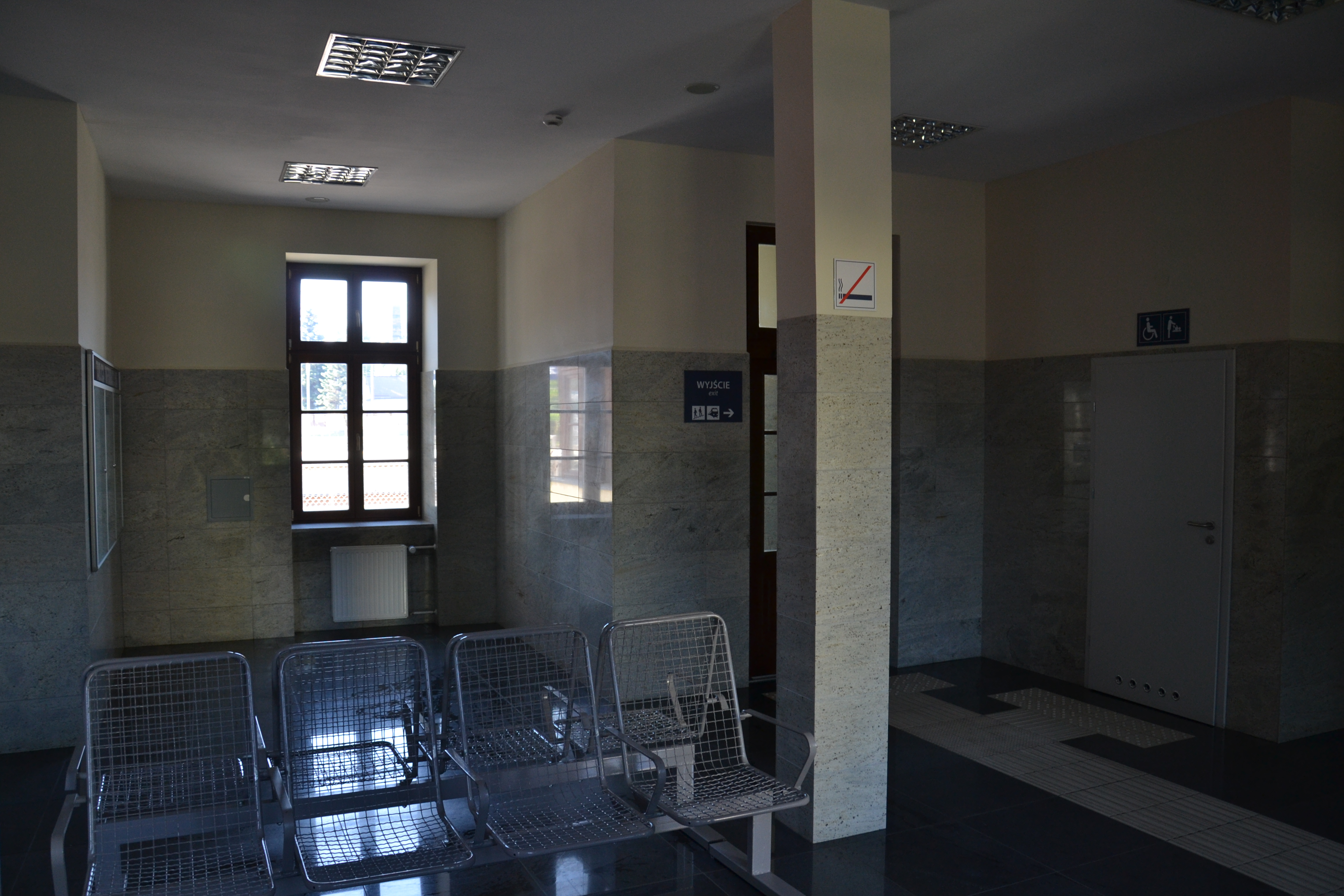
Poczekalnia
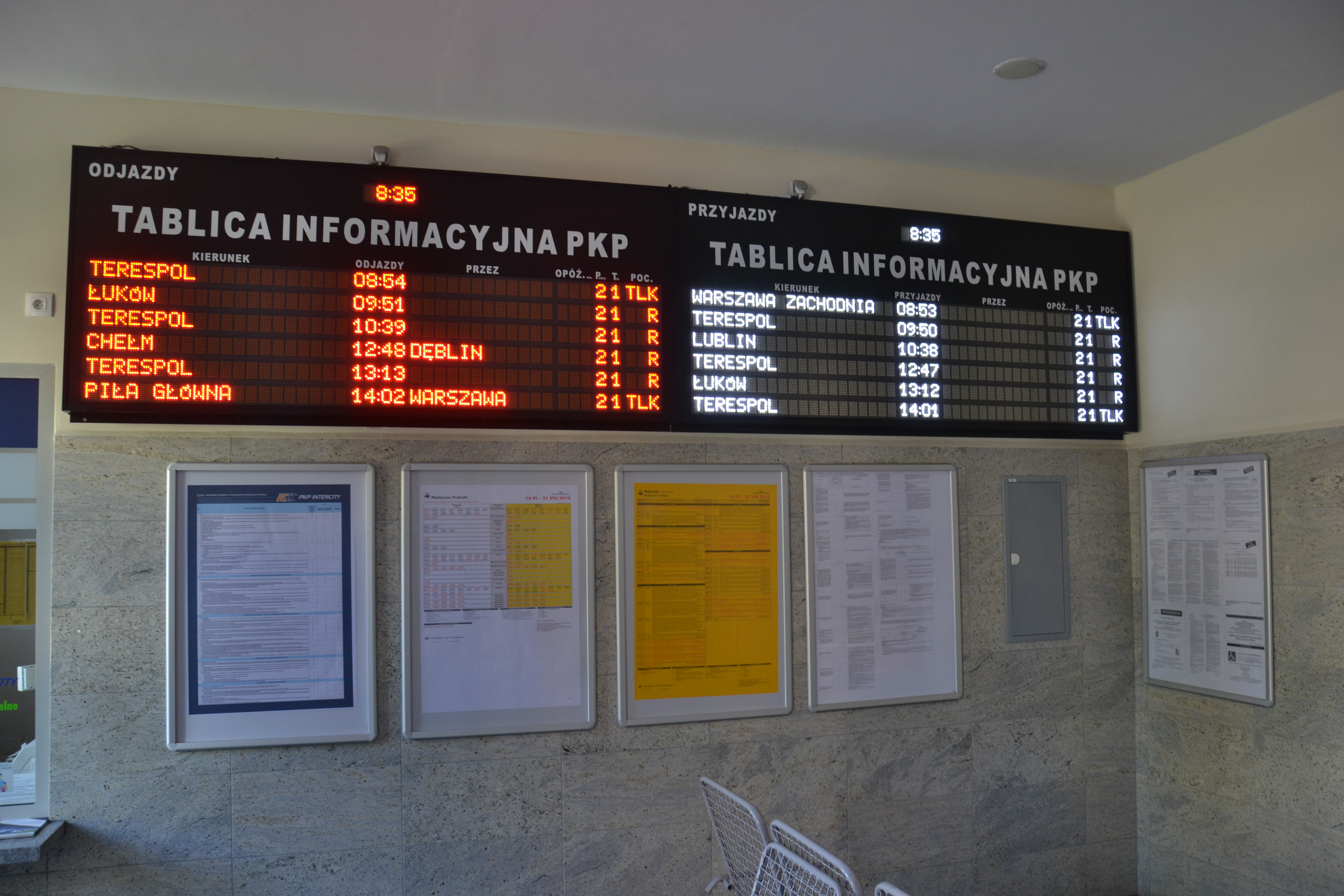
Tablica odjazdów
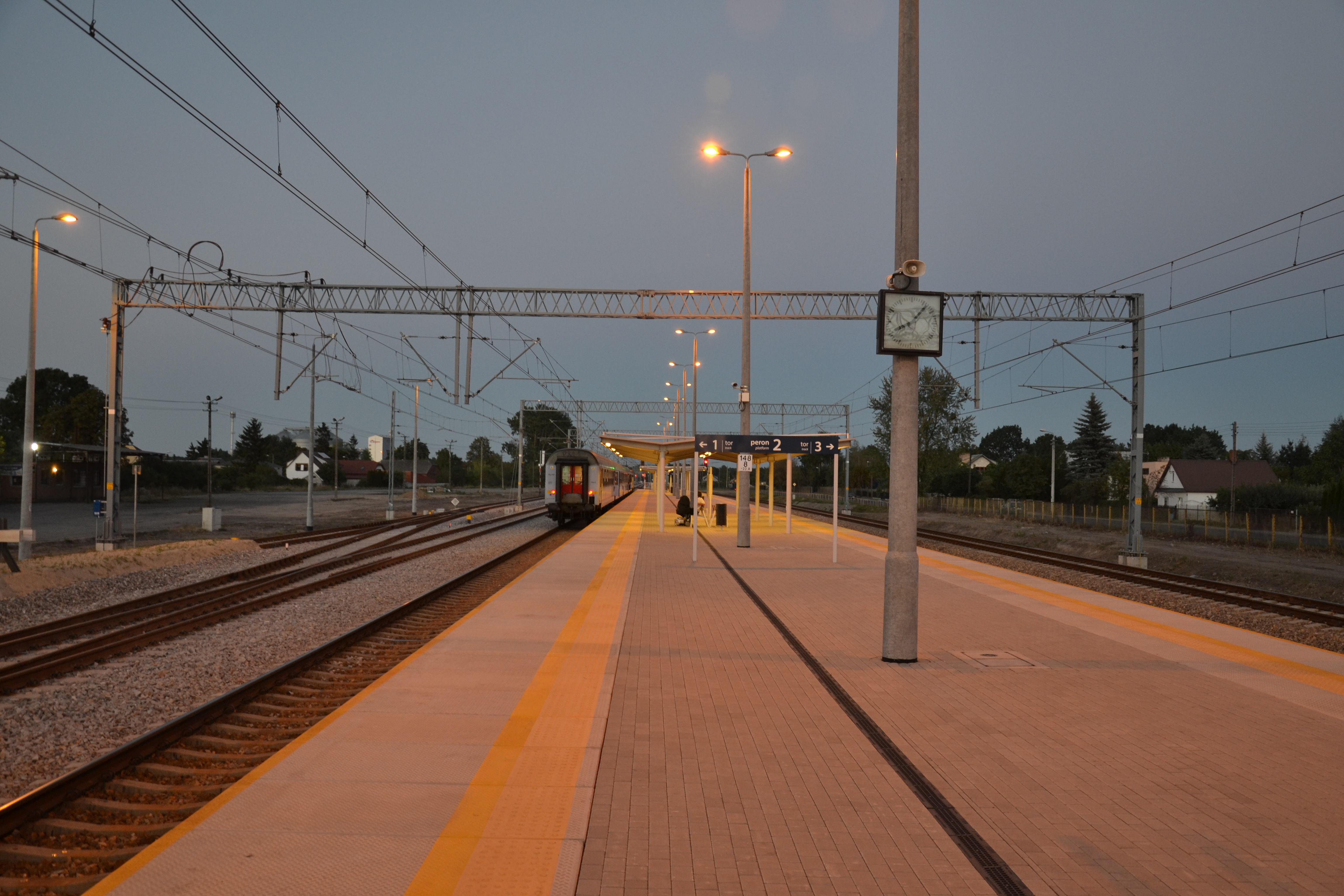
Peron
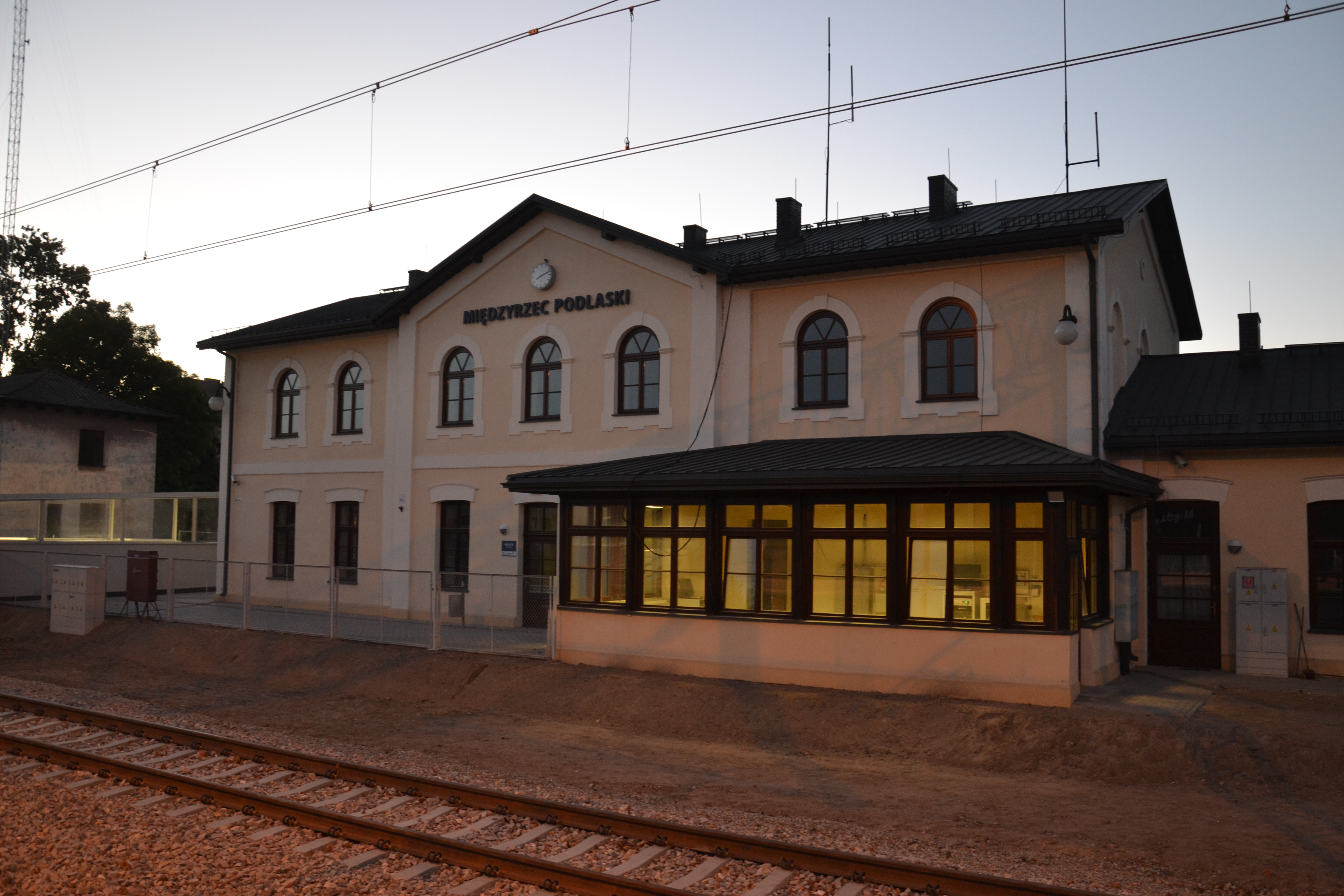
Dworzec od strony peronów